# Prosper Van Hecke
Prosper Joseph Van Hecke (Oosteeklo, 22 november 1874 - Gent, 4 oktober 1950) was een Belgisch burgemeester van de voormalige Oost-Vlaamse gemeente Oosteeklo.

## Levensloop
Prosper Van Hecke stamde uit een familie van onderwijzers en notarissen. Zelf werd Van Hecke ook onderwijzer en hij was ook schoolhoofd in Oosteeklo.
Hij werd gemeenteraadslid en schepen van Oosteeklo. In 1944 werd hij burgemeester ter opvolging van Herman Roegiers en vervulde dit mandaat tot aan zijn overlijden in 1950. Hij overleed aan de gevolgen van een chirurgische ingreep.